# Кієва (річка)
Кіє́ва — річка у Вікторії, Австралія, одна з головних приток річки Муррей.